# Kalmar slottslän

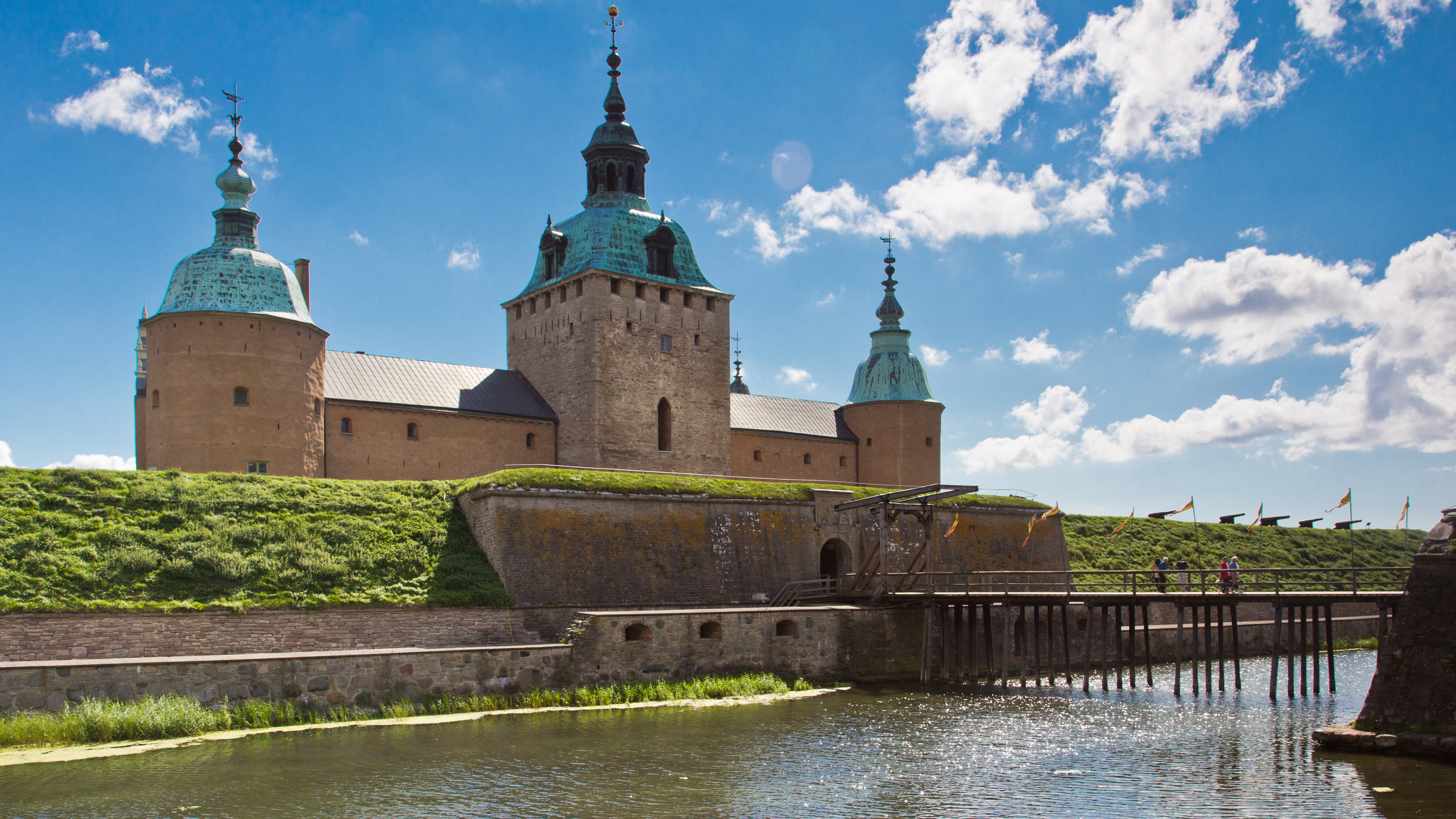
Kalmar slott

Kalmar slottslän var ett slottslän i det som nu är landskapet Småland. Det fanns sedan 1300-talet, då Sverige ingick i Kalmarunionen. Länets administrativa centrum  var Kalmar slott.
Länet omfattade i mitten av 1530-talet Handbörds, Aspelanda, Sevede, Stranda och Östra härad samt även Södra Möre härad och Norra Möre härad. I slutet av 1500-talet under kortare tider omfattades dessutom Tunaläns härad (som bildades i mitten av 1500-talet), Konga härad i nuvarande Kronobergs län, samt Södra mot på Öland.
Slottslänet omfattade under Folkungatiden ungefär samma område som det nuvarande Kalmar län med undantag för Öland och Tjust (det senare tillhörde tidigare Kalmar men lades senare under Stegeholms län).
Under Vasatiden blev slottslänen mer centralstyrda och fick mer karaktären av fögderier och flera nya fögderier bildades inom de tidigare slottslänen. Förutom slottsfögderiet fanns det fögderier vars omfattning vara annorlunda olika år: ett för Sevede, Aspland, Handbörd och Stranda från 1536, som sedan delades 1544, där delen för Stranda och Handbörd upphörde 1612, samt ett gemensamt för Södra och Norra Möre, vilket fögderi i olika omgångar var självständigt mot Kalmar. Stegeholms län betraktades efter att borgen förstörts 1517 som ett eget fögderi inom Kalmar län med Tjust och Tunaläns härad. Öland som före Vasatiden ingått i slottslänet bildade olika fögderier, där Borgholms län från 1533 hade en från Kalmar län självständig roll och kom att omfatta olika delar över tiden men främst norra delen av Öland (Norra mot).
Slottslänet upphörde när Kalmar län bildades 1634, där slottslänet utgjorde dess central del. 

## Ståthållare
- 1525–1526: Arvid Västgöte
- 1526–1529: Jöns Olsson Liljesparre till Fylleskog
- 1529–1533: Måns Jönsson Natt och Dag
- 1533–1534: Måns Peder Svensk
- 1535–1537: Jöns Nilsson
- 1538: Måns Svensson Some
- 1539: Olof Thörne
- 1540: Ernst Joensson
- 1540–1559: Germund Svensson (Somme)
- 1559–1561: Birger Nilsson Grip til Vinäs
- 1561–1566: Joen Carlsson Gumsehufvud till Etka
- 1566–1568: Måns Svensson (Somme)
- 1568–1572: Anders Peersson Lilliehök till Fårdal
- 1572–1573: Ture Pederson Bielke
- 1573–1574: Bengt Ribbing och Arvid Sven
- 1575–1578: Krister Gabrielsson Oxenstierna
- 1579: Bengt Ribbing
- 1580: Olof Arvidsson Rosenbielke till Dannäs
- 1582–1583: Bengt Ribbing
- 1585–1586: Karl Gustaf Stenbock
- 1586–1590: Krister Andersson Gyllengrip
- 1592–1595: Kristoffer Stråle Gyllengrip
- 1595–1597: Olof Andersson Oxhufvud
- 1597–1598: Göran Claesson (Stiernsköld)
- 1598–1599: Johan Sparre
- 1599–1606: Hans Eriksson (Ulfsparre)
- 1606–1608: Henrik von Kahlen till Barkestorp
- 1609–1611: Bo Gustafsson Bååt
- 1611–1613: Krister Some
- 1613–1616: Hans Eriksson (Ulfsparre)
- 1616–1621: Herman Wrangel
- 1621–1624: Ivar Kristiernson till Hjortö
- 1623–1625: Herman Wrangel
- 1626: Åke Axelsson (Natt och Dag)
- 1627–1630: Kristoffer Ribbing
- 1630–1633: Mattias Soop
- 1633–1634: Bengt Kafle